# Tera de Marez Oyens
Tera de Marez Oyens, geboren als Woltera Gerharda Wansink (Velsen, 5 augustus 1932 – Hilversum, 29 augustus 1996), was een Nederlands componiste. Ze was de echtgenote van achtereenvolgens Gerrit Hendrik de Marez Oyens, Menachem Arnoni en Marten Toonder.

## Biografie
Tera Wansink groeide op in Velsen en vanaf 1946 in Hengelo. Ze kreeg daar pianoles van Gerrit de Marez Oyens. Van 1949 tot 1953 studeerde ze aan het Amsterdams Conservatorium, met als hoofdvak piano bij Jan Odé. Hier werd haar talent voor compositie ontdekt. Zij kreeg daarin les van Hans Henkemans en schreef haar eerste stukken. Het betrof hier zowel kamermuziek als liederencycli. Ze kwam daarna in contact met jeugdgroepen waarvoor ze ook enkele stukken heeft geschreven.
In 1953 trouwde ze met haar vroegere pianoleraar Gerrit de Marez Oyens en gebruikte voortaan zijn achternaam. Na een aantal jaren in Hengelo verhuisde het echtpaar in 1959 naar Hilversum, waar haar echtgenoot directeur werd van het Goois Muzieklyceum en zijzelf cantrix van de hervormde gemeente te Hilversum. Hierdoor heeft ze zich intensief beziggehouden met kerkmuziek. Voor het Liedboek voor de Kerken, dat in 1973 verscheen, heeft ze voor 14 liederen melodieën geschreven. De teksten van deze liederen waren afkomstig van onder meer Muus Jacobse, Willem de Mérode, Willem Barnard en Ad den Besten, die ze persoonlijk kende. Ze componeerde ook kleine opera's voor amateurensembles en scholen, waaronder Dorp zonder muziek (1960) op tekst van Hans Andreus.

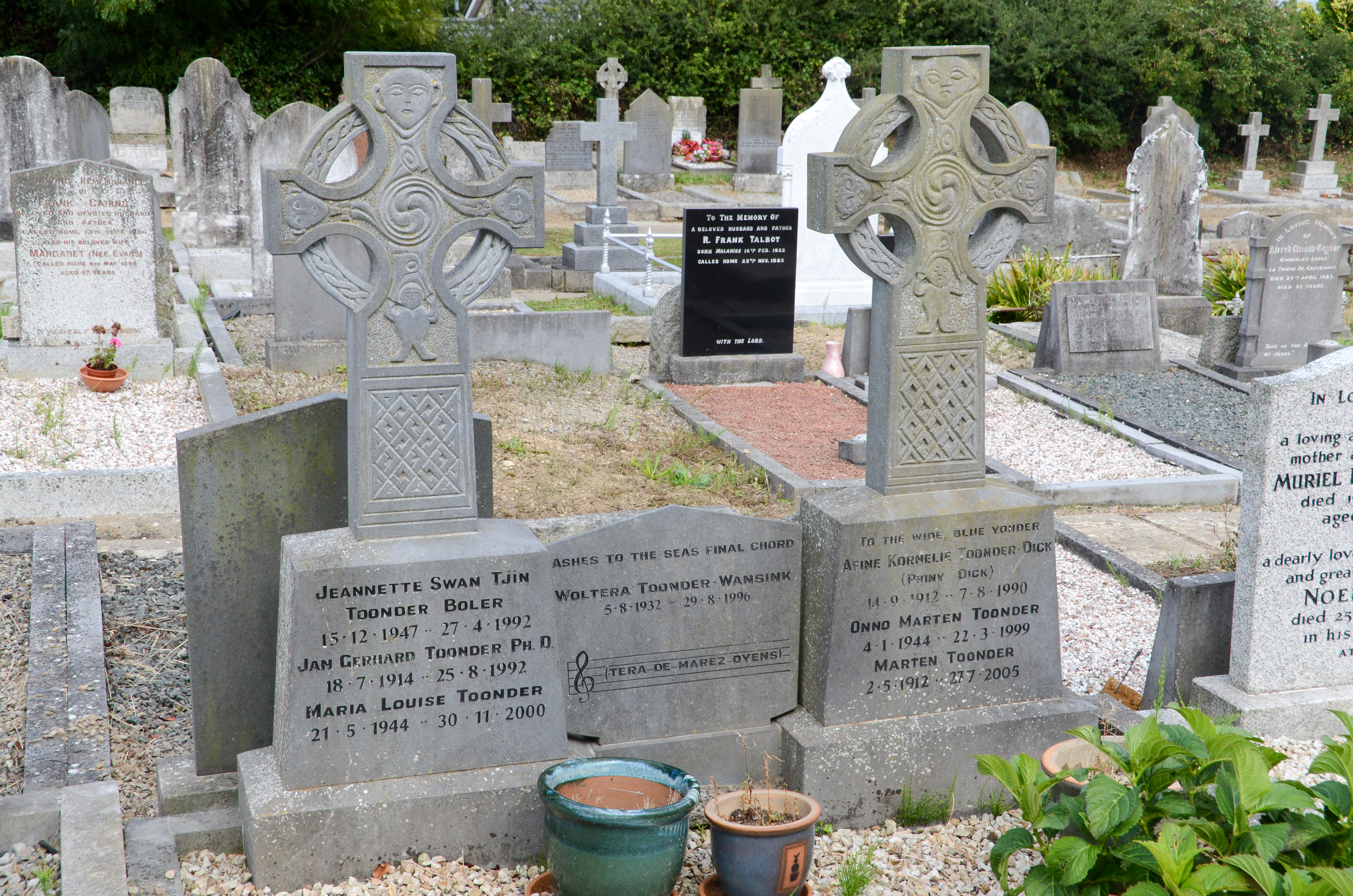
Graf van Tera de Marez Oyens (midden)

In de jaren zestig ging zij zich bezighouden met uiteenlopende zaken als woordtoonkunst en elektronische muziek, waarin zij zich verdiepte onder leiding van Gottfried Michael Koenig bij de Stichting Gaudeamus in Bilthoven en het Instituut voor Sonologie van de Rijksuniversiteit Utrecht. Pente Sjawoe is een voorbeeld van een werk waar woordtoonkunst een belangrijke rol in speelt.
In 1977 werd ze docente voor eigentijdse muziek aan het Conservatorium in Zwolle. Bij haar lessen werkte ze vooral aan de ontwikkeling van de eigen stijl van studenten. Maar ze bleef ook eigen stukken schrijven en werd na de dood van haar tweede echtgenoot fulltime componiste. In 1988 leverde ze bijdragen voor het internationale celloconcours in Scheveningen. Ze werd in 1989 "composer in residence" aan de Georgia State University in Atlanta.
In 1996 trad ze met Marten Toonder in het huwelijk. Ze vestigde zich met hem in Ierland, maar overleed al na enkele maanden, op 29 augustus van dat jaar, in Hilversum aan een ongeneeslijke ziekte.
Drie kinderen uit haar huwelijk met Gerrit Hendrik werden ook musicus: dochter Cas de Marez Oyens was harpiste en zangeres; dochter Iris de Marez Oyens is altvioliste en secretaris bij Stichting Tera de Marez Oyens Fonds, zoon David de Marez Oyens is basgitarist (gegevens 27 januari 2021).

## Composities (selectie)

### Werken voor orkest
- 1962 Der chinesische Spiegel: 3 liederen voor orkest en tenorsolo
- 1976/1981 The odyssey of mr. Goodevil: an oratorium for orchestra, 2 choirs, 4 soloists and 2 narrators, voor orkest met twee koren, vier solisten en twee vertellers[1]
- 1985 Litany of the victims of war: for orchestra, voor orkest

### Elektronische muziek
- 1971 Sound and Silence II, spreekstem en instrumenten
- 1973 Mixed feelings: for four tracks and percussion, geluidsband en percussie
- 1980 Concerto for horn and tape: 1980, voor hoorn en geluidsband

## Tera de Marez Oyens Stichting en - Prijs
Na haar overlijden hebben haar echtgenoot Marten Toonder en haar kinderen de Stichting Tera de Marez Oyens Fonds opgegericht, met als doelen het stimuleren van componisten van hedendaagse muziek en het bevorderen van de belangstelling voor de muziek van De Marez Oyens. Elke twee jaar wordt een prijs ter beschikking gesteld aan componisten van hedendaagse muziek, of aan een persoon of instelling die zich heeft ingespannen voor de promotie van hedendaagse muziek of de muziek van De Marez Oyens in het bijzonder.  De prijs wordt uitgereikt in samenwerking met het Genootschap Nederlandse Componisten (Geneco) die ook de Henriette Bosmansprijs uitreikt.
Winnaars
- 2000 Rocco Havelaar
- 2002 Calliope Tsoupaki
- 2009 Natalia Dominguez Rangel
- 2011 Christiaan Richter
- 2016 geen 1e prijs maar twee 2e prijzen: Georgia Nicolaou en Jan Kuhr
- 2018 Remy Alexander